# Faiz Hameed
Faiz Hameed (ourdou : فیض حمید) est un militaire pakistanais. Le 16 juin 2019, il est nommé directeur-général de l'Inter-Services Intelligence (ISI), les services de renseignement de l'armée. Il remplace à ce poste Asim Munir.

## Famille et vie personnelle
Faiz Hameed est originaire du village de Lathifal, au sein du district de Chakwal, dans le nord de la province du Pendjab.

## Carrière

### Carrière dans l'armée
Au milieu des années 2010, il noue des relations avec le futur chef de l'armée Qamar Javed Bajwa alors qu'il est brigadier au sein du dixième corps de l'armée, basé à Rawalpindi. Il est ensuite rapidement nommé major général à la tête de la seizième division d'infanterie, à Pano Akil. Une fois Bajwa devenu chef de l'armée en novembre 2016, celui-ci nomme Hameed à la direction de l'aile du contre-espionnage de l'Inter-Services Intelligence (ISI), les puissants services de renseignement de l'armée. Du fait de cette ascension fulgurante, il est alors vu comme l'homme de confiance de Bajwa et est même parfois considéré comme plus influent, tant le poste est stratégique, que le directeur-général de l'ISI Naveed Mukhtar. En avril 2019, il obtient une troisième étoile quand il est nommé adjudant-général.
Faiz Hameed est accusé d'interférence politique par le gouvernement de Nawaz Sharif. On lui reproche notamment d'avoir utilisé les protestations fondamentalistes du Tehreek-e-Labbaik Pakistan (TLP) en 2017 pour affaiblir le gouvernement et d'avoir favorisé la victoire de l'opposant Imran Khan lors des législatives de 2018. Son nom figure ainsi dans l'accord de résolution du conflit de 2017 entre le TLP et le gouvernement de la Ligue, ce qui lui vaut d'être pointé du doigt par un juge de la Cour suprême pour violation de son serment de neutralité.

### Directeur général de l'ISI
Le 16 juin 2019, Faiz Hameed est nommé directeur-général de l'Inter-Services Intelligence (ISI), en remplacement de Asim Munir qui n'a occupé ce poste que huit mois, contre deux années dans la pratique.
À l'instar de ses prédécesseurs, il est accusé d'entretenir des liens étroits avec les chefs du mouvement taliban en Afghanistan. Il se rend notamment à Kaboul le 4 septembre 2021, peu après la prise de pouvoir par les militants islamistes.
Le 12 août 2024, des responsables de l'armée pakistanaise arrêtent Faiz Hameed, l'accusant d'avoir abusé de sa position de pouvoir et d'avoir effectué un raid dans une entreprise en 2023.